# Coppa Intercontinentale under 20
La Coppa Intercontinentale Under 20 (in inglese Under 20 Intercontinental Cup) è una competizione calcistica per squadre di club organizzata dalla CONMEBOL e dalla UEFA che mette a confronto – in gara unica – le vincitrici, rispettivamente, della Coppa Libertadores Under 20 e della UEFA Youth League. La formula del torneo è la corrispondente per le squadre Under 20 della Coppa Intercontinentale, che metteva di fronte i club campioni in carica del Sudamerica e d'Europa. La competizione è stata istituita nel 2022 come parte di un memorandum d'intesa firmato da CONMEBOL e UEFA, volto a rafforzare la cooperazione tra le due organizzazioni.
A vincere la prima edizione della manifestazione è stato il Benfica.

## Storia
Il 12 febbraio 2020 UEFA e CONMEBOL hanno firmato un memorandum d'intesa volto a rafforzare la cooperazione tra le due organizzazioni. Come parte dell'accordo, un comitato congiunto UEFA-CONMEBOL ha esaminato la possibilità di organizzare delle partite intercontinentali, sia per il calcio maschile che per quello femminile e di diverse fasce d'età. Il 15 dicembre 2021, UEFA e CONMEBOL hanno nuovamente firmato un protocollo d'intesa fino al 2028, che includeva disposizioni specifiche sull'apertura di un ufficio congiunto a Londra e la potenziale organizzazione di vari eventi calcistici.
L'ufficio congiunto è stato aperto il 4 aprile 2022, e contestualmente entrambe le organizzazioni hanno confermato la creazione di una Coppa Intercontinentale Under-20. Il 2 giugno successivo, il giorno dopo la Finalissima 2022, CONMEBOL e UEFA hanno annunciato l'istituzione della Coppa Intercontinentale Under-20, comunicando che avrebbe messo di fronte le vincitrici della Coppa Libertadores Under-20, competizione riservata alle squadre Under-20, e della UEFA Youth League, competizione riservata alle squadre Under-19. L'edizione inaugurale si è svolta tra il Peñarol, campione della Coppa Libertadores Under-20 2022, e il Benfica, campione della UEFA Youth League 2021-2022, e ha visto la vittoria dei portoghesi per 1-0 allo Stadio del Centenario di Montevideo (Uruguay).

## Edizioni
| Anno | Vincitore    | Risultato       | Secondo posto | Luogo                                     |
| ---- | ------------ | --------------- | ------------- | ----------------------------------------- |
| 2022 | Benfica      | 1 - 0           | Peñarol       | Stadio del Centenario, Montevideo         |
| 2023 | Boca Juniors | 1 - 1 (4-1 dtr) | AZ Alkmaar    | Stadio Alberto José Armando, Buenos Aires |
| 2024 | Flamengo     | 2 - 1           | Olympiacos    | Stadio Maracanã, Rio de Janeiro           |

## Statistiche

### Vittorie per squadra
| Squadra      | Nazione     | Vittorie | Secondi posti | Finali giocate |
| ------------ | ----------- | -------- | ------------- | -------------- |
| Benfica      | Portogallo  | 1        | 0             | 1              |
| Boca Juniors | Argentina   | 1        | 0             | 1              |
| Flamengo     | Brasile     | 1        | 0             | 1              |
| Peñarol      | Uruguay     | 0        | 1             | 1              |
| AZ Alkmaar   | Paesi Bassi | 0        | 1             | 1              |
| Olympiacos   | Grecia      | 0        | 1             | 1              |

### Vittorie per federazione
| Federazione | Finali vinte | Finali perse | Finali totali |
| ----------- | ------------ | ------------ | ------------- |
| Portogallo  | 1            | 0            | 1             |
| Argentina   | 1            | 0            | 1             |
| Brasile     | 1            | 0            | 1             |
| Uruguay     | 0            | 1            | 1             |
| Paesi Bassi | 0            | 1            | 1             |
| Grecia      | 0            | 1            | 1             |

### Vittorie per confederazione
| Confederazione | Finali vinte | Finali perse |
| -------------- | ------------ | ------------ |
| UEFA           | 1            | 2            |
| CONMEBOL       | 2            | 1            |